# Исороку Ямамото
Адмирал Исороку Ямамото (на японски: 山本五十六) е главнокомандващ на Обединения флот на Японската империя по време на Втората световна война, випускник на Академията на Военноморския флот на Японската империя, Военноморския колеж на САЩ и Харвардския университет (1919 – 1921).
Ямамото заема няколко важни поста във флота на Японската империя и провежда ред изменения и новаторства, особено в развитието на военноморската авиация. Той е главнокомандващ на флота в първите, сравнително успешни за Япония, години на войната в Тихия океан. Под негово ръководство се провеждат успешни за империята битки, като например нападението над Пърл Харбър и неуспешни – битката при Мидуей, където губи 4 от 4 тежки самолетоносача, срещу 1 от 3 на САЩ. Загива по време на инспекционен полет на фронтовите линии край Соломоновите острови, когато неговия самолет е свален от американски изтребител Локхийд P-38 „Лайтнинг“.
Гибелта му нанася тежък удар върху морала на японските войски по време на Втората световна война.

## Ранни години
Ямамото е роден на 4 април 1884 г. под името Исороку Такано, в Нагаока (префектура Ниигата), в семейството на Садаеши Такано, самурай от нисък ранг (Нагаока Хан). „Исороку“ означава „56“ на старояпонски (възрастта на баща му при неговото рождение).
Завършвайки Военноморската академия през 1904 година, Ямамото започва служба на крайцера „Нисин“, по време на Руско-японската война. Ранен е в Цушимското сражение, като губи два пръста (показалец и среден) на лявата ръка.
През 1914 година завършва Военноморски колеж, през 1916 година получава звание лейтенант-командор.
През 1916 година Исороку е осиновен от семейство Ямамото и приема фамилията им. Такава практика била широко разпространена в Япония през тези години – бездетни семейства, осиновявали деца, за да съхранят фамилията.

## Предвоенни години
Ямамото бил абсолютно против война със Съединените щати, позиция на която въздействие оказва престоя му в САЩ, където учи в Харвардския университет. В резултат на този му престой двукратно е назначаван за военноморско аташе във Вашингтон. Повишен е в длъжност капитан през 1923 година, през 1924 година заменя специалността си от морска артилерия на военноморска авиация.
Първия кораб на който е назначен за командващ е крайцера „Исудзу“, като няколко години по-късно е назначен за командир на самолетоносача „Акаги“. Ямамото е отявлен привърженик на морската авиация. Като вицеадмирал е командващ отдел аеронавтика, преди да поеме Първа авионосна дивизия. През 1930 година участва в „Лондонската Мореплавателна Конференция“.
Ямамото не одобрява нито нападението над Манджурия (1931 г.), нито войната с Китай (1937) г. нито Берлинския пакт (1940 г.) с Нацистка Германия и фашистка Италия. Като заместник министър на Военноморския флот, той се извинява на посланика на САЩ Джоузеф К. Грю, за бомбардирането на военния кораб „Паней“ (на англ. – USS Panay), през 1937 година. Всичките тези негови позиции го правят мишена за покушение от страна на милитаристично настроените военни.
В продължение на една година (1938), мнозинството от офицерите в армията и флота, започнали да изказват негодувание срещу публичната позиция против пакта с Германия и Италия и така наречените „Японски природни интереси“, на адмиралите Ямамото, Йонаи и Иноуие. Адмирал Ямамото не само получавал писма пълни с ненавист, но и директни заплахи към живота му от страна на японските националисти, като ги приема хладнокръвно.
Губейки търпение към непоколебимата позиция на Ямамото по отношение към договора Рим-Берлин-Токио, японската армия изпраща военна полиция да „охранява“ Ямамото, поставяйки де факто в пълно информационно затъмнение. На 30 август 1939 година е преназначен от министерството на военния флот за Главнокомандващ на Обединения флот. Това бил един от последните опити на министъра на военноморските сили Мотсумаса Йонаи (който е част от администрацията на барон Хиранума), да защити Ямамото от посегателство над неговия живот. Йонаи бил уверен че ако Ямамото остане в Токио, то той ще бъде убит до края на годината (1939). Ямамото е назначен за Велик адмирал на 15 ноември 1940 година.
След като генерал Хидеки Тоджо поема поста Премиер-министър на Япония, на 18 октомври 1941 година, мнозина обявили че кариерата на Ямамото е приключила. Тоджо бил един от най-ярките противници на Ямамото, още от времето в което Исоруко бил заместник министър на военноморския флот, а Тоджо бил един от радетелите за нападение над Манджурия. Смятало се че Ямамото ще бъде изпратен за командващ на военноморската база в Йокосука – място на което той ще бъде без никаква власт и влияние. Но на следващия ден след обявяването на новия кабинет, за всеобщо удивление, Ямамото остава на поста адмирал, въпреки разногласията с генерал Тоджо и много от висшите военни. Това станало поради две основни причини: адмиралът бил силно популярен сред флота, където се отнасял с уважение към всички матроси и офицери, и близките му отношения с императорското семейство. Император Хирохито споделял дълбокото уважение към запада на Ямамото.
По тези причини Ямамото остава на своята длъжност. Но докато управлението на Япония било в ръцете на генерал Тодзио, било съвършено ясно, че флота без съмнение ще бъде основно оръжие в очертаващата се война, за чийто изход Ямамото имал много сериозни съмнения:
| „ | Ако се разгори военен конфликт между Япония и САЩ, няма да е достатъчно превземането на Гуам и Филипините, че дори Хавай и Сан Франциско. Ще трябва да маршируваме чак до Вашингтон и да подпишем договора за капитулацията на Америка в Белия Дом. Съмнявам се, че нашите политици (които говорят за Японско-американска война с такава безотговорност), са уверени в победата и готови да принесат нужните за целта жертви. | “ |

Въпреки съмненията си, Ямамото приема възможността да участва в предстоящата война и планира бърза победа, започвайки с унищожението на флота на САЩ в Пърл Харбър, и в същото време да нанесат удар в Югоизточна Азия, богата на нефт и каучук, особено Холандска Източна Индия, Борнео и Малайзия.
Ямамото провежда ред новаторски промени във военноморската авиация на Японската империя. Въпреки че най-известните му операции са свързани със самолетоносачи (атаката над Пърл Харбър и битката при Мидуей), той хвърля много усилия в развитието на бреговата авиация, особено в развитието на средните бомбардировачи Мицубиши G3M и Мицубиши G4M. Неговото желание било да осигури на ВМФ самолети с голям обсег на действие и възможност да пренасят торпеда, които залягат в основните планове на Япония за унищожаване на американския флот в Тихия океан.
В резултат на тези усилия на адмирала, самолетите достигат желаната дистанция, но не успяват да осигурят същото за изтребителите, които охраняват полетите.
Бомбардировачите били леки и снабдени с допълнителни горивни резервоари, закачени на подвески под самолета. Това ги правело изключително лесни мишени за противниковите изтребители. Поради тази причина американците поставят на бомбардировачите G4М прозвището – „Летящата запалка“ (на англ. – The Flying Cigarette Lighter).
Адмирал Ямамото загива в точно такъв самолет.
Далечния обхват на действие на G3М и G4М изисква изработването на изтребител със същия обхват. Частично това оказва влияние на изискването за разработка на Мицубиши А6М „Зеро“, който бил известен със своята далечина на действие и маневреност. Тези качества са достигнати от производителя, но с цената на намаляване на сигурността на самолета. Била олекотена конструкцията за да се добавят допълнителни резервоари, което води до лесна запали мост на машината и до голяма степен е причина за огромните загуби на този, иначе отличен изтребител в хода на войната.
Япония се приближава все повече към войната през 1940 година, и Ямамото продължава да налага своите стратегически и тактически новаторства. Под влиянието на млади и напористи японски флотски офицери, като Минору Генда, Ямамото дава разрешение за реорганизация на военноморската авиация в Първи въздушен флот – армада, състояща се от шестте най-големи самолетоносача на Япония. Това нововъведение представлява огромна военна сила, но и опасност, поради събирането на едно място на толкова привлекателни за врага цели. Ямамото оглавява формирование, което прилича много на Първи въздушен флот, бреговата 11-и Въздушен флот, който по-късно неутрализира американската военна авиация на Филипините и потопява британското военноморско съединение „Зет“, използвайки бомбардировачи G3M и G4M.
През януари 1941 година, Ямамото отива и по-далеч, предлагайки радикално преразглеждане на японската военна стратегия.
В продължение на две десетилетия, Генералния щаб на Военноморския флот на Японската империя следва военната доктрина на адмирал Алфред Махеан (на англ. – Alfred Thayer Mahan).
Япония планира бойни действия с използването на леки и бързи сухопътни формирования, подводници и брегова авиация, които да атакуват непрекъснато американския флот при прехвърлянето му от Северна Америка през Тихия океан, и в района на Филипинско море (между Риукиу и Марианските острови), да довършат щатския флот в „Решаващо сражение“, с използването на линейни кораби и традиционен оръдеен обстрел.
Ямамото разбира, че този план трудно би сработил дори по време на военни учения, но в същото време разбирайки потенциала на американския флот, предлага да бъде нанесен изненадващ и ранен удар, който да намали военния потенциал на противника, сред което Япония да води войната като атакуваща страна.

## Атаката на Пърл Харбър, декември 1941
Щабът на Военноморския флот първоначално отказва да приеме плана на Ямамото за нападение над тихоокеанската база на САЩ през 1941 година, но за да постигне своето и използвайки огромната си подкрепа във флота, адмирала подава ултимативно своята оставка. Адмирал Осами Нагано и останалия щаб се съгласяват под натиска на Ямамото, решавайки флота да проведе изненадваща атака над Пърл Харбър в края на годината. Елементът на изненадата на който разчита Ямамото, има дългогодишна история във военното дело и в началото на много войни, и Япония решава да използва тази утвърдена тактика, която в случай на успех би дала на империята шест месеца за овладяване на ресурсите на Холандска Източна Индия, без противопоставянето на американския флот.
Първи въздушен флот започва подготовка за нападението над Пърл Харбър, решавайки много технически проблеми в хода на операцията (например оборудването на торпедата за пуск в плитките и покрити със скали води на пристанището в П.Х., и създаването на бронебойни бомби, преработени от снаряди на корабни оръдия).
На 26 ноември 1941 година ударното съединение на японския флот под командването на вицеадмирал Нагумо Тюити напуска базата си в залива Хитокаппу на Курилските острови и се насочва към Пърл Харбър. Японското съединение включва шест самолетоносача, „Акаги“, „Хирю“, „Кага“, „Секаку“, „Сорю“ и „Дзюйкаку“, на които са били разположени 441 самолета. Самолетоносачите са ескортирани от 2 линкора, 2 тежки крайцера, 1 лек крайцер и 11 разрушителя.
Сутринта на 7 декември самолетите от японските самолетоносачи нанасят удари по летищата на остров Оаху и по корабите, стоящи на котва в пристанището. Потопени са 4 линкора, 2 разрушителя, 1 минен заградител. Още 4 линейни кораба, 3 леки крайцера и 1 разрушител са получили сериозни повреди.

## Битката при атола Мидуей 1942
Макар и да няма единно мнение за причините, накарали японците да атакуват атолът Мидуей, е прието да се смята, че от страна на японския флот цел на операцията е била унищожаването на американските самолетоносачи и окончателното разгромяване на Тихоокеанския флот на САЩ. За изпълнение на операцията са сформирани няколко военноморски съединения с общо около 200 кораба под главното командване на адмирал Исоруко Ямамото. Те включват 11 линейни кораба, 8 самолетоносача, 22 крайцера, 65 разрушителя, 21 подводници и 15 транспортни кораби с 5000 десантници. По план десантът на Мидуей трябвало да стане рано сутринта на 7 юни. Американците разполагат в района на Мидуей с 3 самолетоносача, 13 крайцера, 28 разрушителя и 19 подводници под командването на адмирал Честър Нимиц.
Важно за крайния изход на сражението се оказва способността на американците да разбият японските кодове, което дава възможност на американското командване да узнае предварително за придвижването на японските кораби и тяхната крайна цел. Освен това американците разполагат с радио-локационни системи, каквито японците нямат на корабите си. Подценяването на противника и неоправданата твърда убеденост на японците, че той ще бъде изненадан, са главна причина за поражението им.
На разсъмване на 4 юни японските палубни самолети бомбардират базата на Мидуей и нанасят сериозни повреди. Когато японските самолети се връщат на корабите си за да се превъоръжат с бомби за наземни цели за повторна атака са открити американските самолетоносачи. Командващият основното японско съединение самолетоносачи – адмирал Нагумо Тюити взема решение да нанесе удар по американските кораби. Това налага самолетите да се превъоръжат с торпеда.
Американците нападат с торпедоносците „Дивастейтър“ от самолетоносачите „Ентърпрайз“ и „Хорнет“. Японците свалят 35 от 41 торпедоносци и нито едно торпедо не достига до целта. Атаката им обаче заангажира вниманието на японските изтребители и те не забелязват групата от 37 пикиращи бомбардировачи „Даунтлес“, които атакуват японските кораби от височина около шест хиляди метра без да срещнат сериозна съпротива. В резултат на атаката са засегнати тежко самолетоносачите „Акаги“, „Кага“ и „Сорю“, на палубите на които са струпани много бомби и торпеда, с които се превъоръжават самолетите. Те се запалват и в резултат на силните експлозии. „Кага“ и „Сорю“ потъват още същата вечер.
Самолетите от оцелелия японски самолетоносач „Хирю“ двукратно атакуват американския самолетоносач „Йорктаун“, който е улучен фатално, но остава на вода. В същото време втората вълна от американски самолети атакува „Хирю“, който също се подпалва и по-късно потъва. Безнадежно повреденият „Акаги“ е потопен с торпеда от японците сутринта на 5 юни.
На 5 и 6 юни американската подводница „Тембор“ и американски самолети атакуват последователно японските тежки крайцери „Микума“ и „Могами“, които се сблъскват. „Микума“ е потопен, а „Могами“ получава тежки повреди, но успява да се добере до пристанище.
На 6 юни японската подводница J-168 забелязва горящия „Йорктаун“, около който се въртят няколко разрушители. Тя изстрелва четири торпеда. Две от тях се забиват в самолетоносача и той се преобръща. Третото торпедо разсича разрушителя „Хамън“ на две и той също потъва. Това са единствените американски кораби, потопени в сражението.
Загубвайки 4 тежки самолетоносача, главнокомандващият японския флот адмирал Ямамото се отказва от борбата, макар че под негово командване остават повече от 100 бойни кораба и е могъл да формира един нов
отряд самолетоносачи, със значителна ударна сила.
По време на сражението край Мидуей японските и американските линейни кораби и крайцери не дават нито един изстрел от тежката си артилерия, тъй като са на разстояние няколкостотин километра един от друг. Борбата се води само от самолетите.
Загубите на японците съставят 4 тежки самолетоносача, 1 тежък крайцер, 250 самолета и около 2500 души, сред които и най-опитните пилоти на японската палубна авиация. Американците губят 1 тежък самолетоносач, 1 разрушител, 150 самолета, 307 души. Япония губи инициативата, която има и е принудена да премине към отбрана..

## Войната след Мидуей
Сражението при Мидуей сериозно затормозява японската военна машина, но империята има още достатъчно ресурси. Япония започва да планира план за офанзива, която да започна с операция „ФС“, чийто план включва първоначално завладяването на островите Фиджи и Самоа, за да се пресече морския път между САЩ и Австралия. С тази операция Ямамото и щаба му се надява да блокира американските и австралийски войски, намиращи се в Папуа Нова Гвинея, под командването на генерал Дъглас Макартър. В същото време продължавало с усилени темпове строителството на летището в Гуадалканал, което било трън в очите на най-сериозния американски противник на Ямамото – адмирал Ърнест Кинг (на англ. – Ernest King).
Адмирал Кинг настоявал яростно пред обединения команден щаб за светкавична атака срещу японците, преди да са се опомнили и прегрупирали. Тази идея била приета, и през август 1942 година започва десантът на Гуадалканал. Тежките боеве продължават до февруари 1943 година. С тази атака американците подемат война на изтощение, която Япония не можела да си позволи.
Адмирал Ямамото остава частично да ръководи Обединените военноморски сили. Загубата в Битката при Мидуей сериозно накърнява репутацията му, и Генералния щаб вече не желаел да встъпва в никакви рисковани епопеи. На Ямамото възлагат да разработи стратегически план за отбрана, включващ и „Решаваща битка“ – стратегия срещу която той винаги се противопоставял.
Провежда няколко малки операции използвайки силите на Обединения флот, нанасяйки малки поражения на американците, но и понасяйки поражения които не може да бъдат възстановени нито с човешки ресурс нито с технически. Ръководи атаката срещу източната част на Соломоновите острови и атаката срещу остров Санта Круз, начело на два самолетоносача, а също и сраженията при Гуадалканал през ноември 1942 година. Всичките сражения били за поддръжка на сухопътните сили.
Японците понасят големи загуби на пикиращи и торпедни бомбардировачи и жива сила (особено квалифицирани пилоти), което още повече утежнява положението на самолетоносачите. Империята не можела да произведе толкова много пилоти, за да покрие празнините и в морската и в бреговата авиация. Япония вече изпитва и тежка липса на ресурси. След загубата на Гуадалканал през 1943 година, японската флота не предприема никакви опити за по-голямо сражение на Соломоновите острови.

## Гибел
За да повиши морала на японските бойци след загубата на Гуадалканал, Ямамото решава лично да проведе инспекция на войските в южния Тих океан. На 14 април 1943 година ВВС на САЩ започват операция с кодово название „Меджик“ (на английски: Magic), която прихваща и разшифрова радиопредаване на японците, което съдържа точни детайли за полета на Ямамото, включително плана за пребиваване в японските бази, а също така и номерата и тип самолети на които той и екипа му ще бъдат транспортирани. Джон Пол Стивънс (на английски: John Paul Stevens), който по-късно става съдия във Висшия Съд на САЩ, е в екипа който разшифрова това съобщение. От това съобщение става ясно, че Ямамото ще излети от Рабаул към остров Бугенвил на Соломоновите острови, в утрото на 18 април 1943 година.
Президентът на САЩ Франклин Рузвелт се обажда на министър Франк Нокс (на английски: Frank Knox) с молба „да се свали Ямамото“. Нокс предава желанието на президента на адмирал Честър Нимиц. Адмирал Нимиц се съветва с главнокомандващия на Южната тихоокеанска група адмирал Уилям Халзи-младши, преди да се заеме със задачата и да разреши провеждането на операцията по елиминирането на Ямамото.
339-а изтребителна ескадрила, част от 347-а изтребителна група от 13-а Въздушна армия била избрана за извършване на акцията, поради факта че разполага с P-38 Лайтнинг, които имат достатъчно голяма далечина на полета за прехват на японския военен лидер. На оперативката преди полета на пилотите е обяснено, че отиват за да унищожат „важен висш офицер“, но не получават информация за точната цел на акцията.
В утрото на 18 април, въпреки опитите на местните офицери да отмени полета поради опасност от засада, Ямамото и неговият антураж излитат по разписание от Рабаул за да направят преход от 315 мили. В почти същото време от Гуадалканал излитат 18 специално подготвени самолета Р-38 Лайтнинг. Американските самолети летят много ниско, спазвайки пълно радио мълчание, почти през цялата дистанция от 430 мили, за да не бъдат разкрити. В 09:34 часа Токийско време, групите се срещат и започват въздушен бой между 8-те японски изтребителя Мицубиши А6М „Зеро“ и двата бомбардировача Мицубиши G4M с американските самолети.
Лейтенант Рекс Т. Барбър (на английски: Rex T. Barber) атакува пръв двата японски бомбардировачи, в един от които е Ямамото. Той засипва бомбардировача с огън от картечниците, докато левия мотор на японската машина не избухва в пламъци. Барбър се връща, за да атакува втория бомбардировач. В това време самолета на Ямамото се забива в джунглата. След битката, друг пилот, капитан Томас Джордж Ланфие-младши (на английски: Thomas George Lanphier, Jr.), опитва да докаже, че именно той е свалил главния бомбардировач. Това заявление дава началото на спор, който продължава няколко десетилетия, докато специална експедиция не провежда балистична експертиза за посоката на изстреляните куршуми. Почти всички историци са на мнението, че Ямамото и самолета му са свалени от Барбър.
Един американски пилот – лейтенант Реймънд К. Хайн (на английски: Raymond K. Hine) загива в акцията.
Японски спасителен отряд, под командването на армейския инженер лейтенант Хамасуна, открива мястото на което се разбива самолета на Ямамото, на следващия ден, в джунглата северно от бившата австралийска морска база „Буин“. По думите на Хамасуна, Ямамото бил изхвърлен от разкъсания фюзелаж на самолета и пада под едно дърво, тялото било наполовина изправено в седнала поза а ръката му в бяла ръкавица стискала дръжката на неговия меч „Катана“.
Хамасуна казва, че разпознаването на Ямамото било сравнително леко, неговата глава била наведена, все едно че се бил замислил. Аутопсията показва, че Ямамото получава две огнестрелни рани, една в лявата плешка, другата в долната част на челюстта, с изходно отверстие под дясното око. Въпреки идентифицирането на адмирала и всички доказателства, въпроса за това, преживял ли е адмирала катастрофата, става предмет на продължителни и ожесточени спорове в Япония.

## Семейство
През 1918 година Исороку се жени за девойка на име Рейко, и има с нея четири деца: двама сина и две дъщери.

## Награди
- Нагръдната звезда на „Ордена на Хризантемата“
- „Орден на изгряващото слънце“
- „Орден на Свещеното Съкровище“
- Орден „Златен сокол“
- Рицарски кръст с дъбови листа и мечове